# Mico Ahonen
Mico Petteri Ahonen (* 27. November 2001) ist ein finnischer Skispringer.

## Werdegang
Mico Ahonen ist der Sohn von Tiia und Janne Ahonen sowie Neffe von Pasi Ahonen. Wie sein Vater und sein Onkel startet er für den Skiclub Lahti (Lahden Hiihtoseura).
Ahonen nimmt seit August 2016 am FIS Cup teil und debütierte im Dezember 2018 in Ruka auch im Continental Cup. In dieser Wettkampfserie sprang er Anfang 2020 erstmals außerhalb Finnlands. Bei den darauffolgenden nationalen Sommer-Meisterschaften gewann Ahonen Gold mit der Mannschaft.
An seinem 19. Geburtstag versuchte er sich, ebenfalls in Ruka, zum ersten Mal an der Qualifikation zu einem Weltcup-Springen, war aber erfolglos.
Ahonen war in Einzel- und Mannschaftswettbewerben am Europäischen Olympischen Winter-Jugendfestival 2017 sowie den Jugend-Weltmeisterschaften 2019, 2020 und 2021 beteiligt. Dazwischen gehörte er als Ersatzmann auch zur finnischen Mannschaft für die Weltmeisterschaft 2019, kam aber nicht zum Einsatz.
Im Januar 2022 nahm Ahonen an den Finnischen Meisterschaften teil, landete dabei als 15. aber zwölf Ränge hinter seinem Vater.

## Statistik

### Continental-Cup-Platzierungen
| Saison  | Sommer | Sommer | Winter | Winter | Gesamt | Gesamt |
| Saison  | Platz  | Punkte | Platz  | Punkte | Platz  | Punkte |
| ------- | ------ | ------ | ------ | ------ | ------ | ------ |
| 2019/20 | —      | —      | 106.   | 002    | 158.   | 002    |
| 2022/23 | —      | —      | 078.   | 019    | 093.   | 019    |
| 2023/24 | —      | —      | 072.   | 021    | —      | —      |

### FIS-Cup-Platzierungen
| Saison  | Platz | Punkte |
| ------- | ----- | ------ |
| 2018/19 | 092.  | 031    |
| 2019/20 | 144.  | 009    |
| 2023/24 | 073.  | 038    |